# Armeegruppe Dumitrescu
De Armeegruppe Dumitrescu was een Duits/Roemeense Armeegruppe in de Tweede Wereldoorlog, die in actie kwam in Oekraïne en Bessarabië in 1944.

## Krijgsgeschiedenis
Op 26 maart 1944 werden het Duitse 6e Leger en het Roemeense 3e Legers, liggend langs de Zuidelijke Boeg, samengevoegd tot de Armeegruppe Dumitrescu.
Meteen werd de Armeegruppe aangevallen door het 3e Oekraïense Front in het Odessa Offensief en werd in ruim twee weken teruggedreven tot achter de Dnjestr. Hier kwam het front tot rust gedurende vier maanden. Op 20 augustus 1944 lanceerden de Sovjets hun Iași-Chisinau-Offensief en de Armeegruppe kwam meteen in moeilijkheden.
Op 23 augustus 1944 wisselde Roemenië van de zijde van Duitsland naar de geallieerden, waarmee het 6e Leger alleen kwam te staan en daarmee ook de Armeegruppe Dumitrescu ophield te bestaan op dezelfde dag.

## Commandant
| Rang    | Naam             | Begin         | Eind             |
| ------- | ---------------- | ------------- | ---------------- |
| General | Petre Dumitrescu | 26 maart 1944 | 23 augustus 1944 |